# Estação Vicente de Carvalho (BRT)
A Estação Vicente de Carvalho do BRT TransCarioca é uma parada localizada no bairro de Vicente de Carvalho, no município do Rio de Janeiro.

## Histórico
Com o começo da execução das obras para implantação do corredor expresso, também se deu o início da construção da parada com a formação da plataforma, assim como todas as paradas. Da mesma forma, após, recebeu a cobertura, sistema de ar-condicionado, iluminação, catracas e outros mobiliários inerentes.
Por fim, foi refeita a sinalização semafórica, ocorreu a instalação de grades de proteção no canteiro central da Avenida Vicente de Carvalho e a construção da passarela de ligação da Estação Vicente de Carvalho do Metrô até a parada.
A sua inauguração se deu no dia 4 de junho de 2014 (três dias após a inauguração oficial da TransCarioca) com o serviço Galeão - Alvorada (Semi-direto). Foi uma das primeiras paradas abertas, visando o recebimento de turistas e usuários do Aeroporto Internacional do Galeão que necessitam usar o Metrô Rio para chegar até o Estádio do Maracanã durante a Copa do Mundo de 2014, sair do Estado ou para chegar rapidamente a Zona Sul.

## Origem do nome da estação
Por se localizar em uma área central do bairro (perto do Largo de Vicente de Carvalho e da Estação do Metrô) a parada recebeu o nome do bairro. Vicente de Carvalho foi um antigo fazendeiro local. Muitas pessoas confundem a homenagem feita com o poeta paulista Vicente de Carvalho.

## Localização
A estação está localizada no canteiro central da Avenida Vicente de Carvalho próximo ao cruzamento desta via com a Avenida Pastor Martin Luther King Jr, em frente a Estação Vicente de Carvalho do Metrô, onde é possível efetuar a integração com o referido modal. Também está localizada em frente ao Supermercado Atacadão do bairro e próximo ao Carioca Shopping.

## Acessos
Existem dois acessos à estação:
- Passarela sobre a Av. Vicente de Carvalho integrada a Estação Vicente de Carvalho do Metrô e Avenida Pastor Martin Luther King Jr.

- Travessia de pedestres na Av. Vicente de Carvalho, próximo a Rua Bernardo Taveira (em frente a uma das entradas do Supermercado Atacadão).

## Serviços existentes e horário de funcionamento
Segundo o site oficial da administradora do BRT, existem as linhas (serviços) que atendem a estação:
- Madureira - Penha (Parador) - 24 horas por dia (de segunda a domingo)
- Alvorada - Fundão (Parador): das 23h às 05h (de segunda a sábado) e 24 horas (domingos)
- Alvorada - Fundão (Expresso) - das 05h às 23h (de segunda a domingo)
- Alvorada - Galeão (Semi-direto) - 24 horas por dia (Segunda a domingo)[7]

Por conta deste serviço, a parada funciona 24 horas por dia em todos os dias da semana e a bilheteria também opera 24h, sete dias por semana.

## Integração com o Metrô

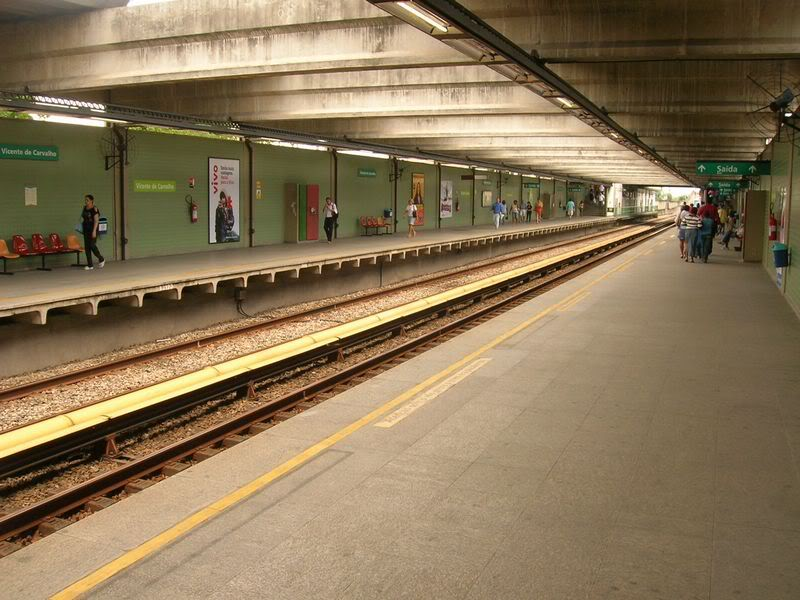
Estação Vicente de Carvalho do Metrô, estação de integração com o BRT TransCarioca

A Estação Vicente de Carvalho é a única do BRT TransCarioca a fazer integração com o sistema de Metrô do Rio de Janeiro. A integração é feita com a Estação Vicente de Carvalho do Metrô pela passarela sobre a Avenida Vicente de Carvalho. A estação de Vicente de Carvalho do Metrô é pertencente a Linha 2 (Pavuna-Botafogo/Estácio). Abaixo existe uma pequena descrição da Linha 2 do Metrô:
| Linha   | Terminais                 | Quantidade de Estações | Duração das Viagens (min) | Funcionamento                                                                      |
| ------- | ------------------------- | ---------------------- | ------------------------- | ---------------------------------------------------------------------------------- |
| 2 Verde | Pavuna ↔ Botafogo/Estácio | 27(17)                 | 53                        | De segunda a sábado, das 5h00 às 0h00 e aos domingos e feriados, das 7h00 às 23h00 |

## Galeria

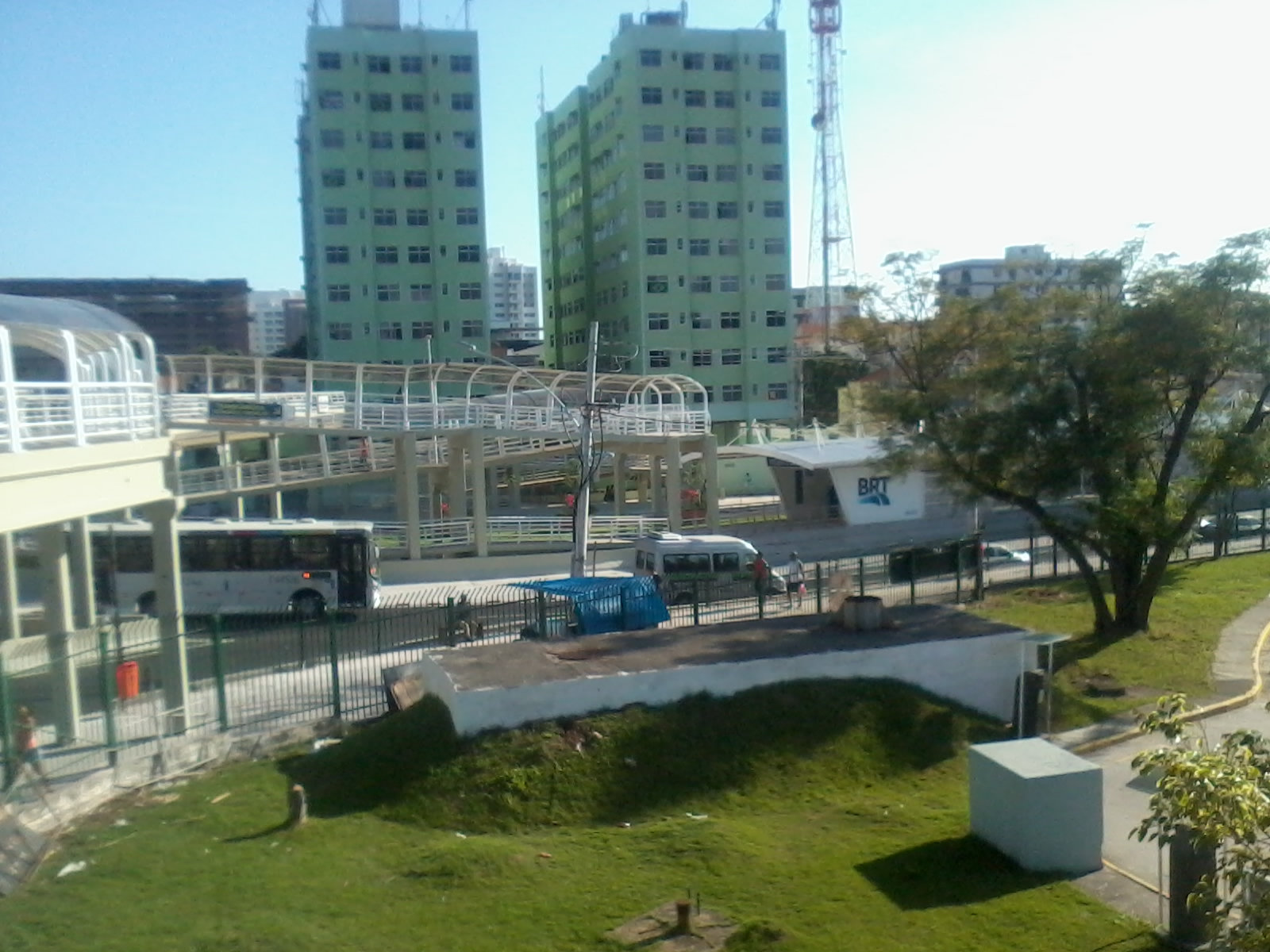
Estação vista da passarela de ligação entre o Metrô e o BRT.
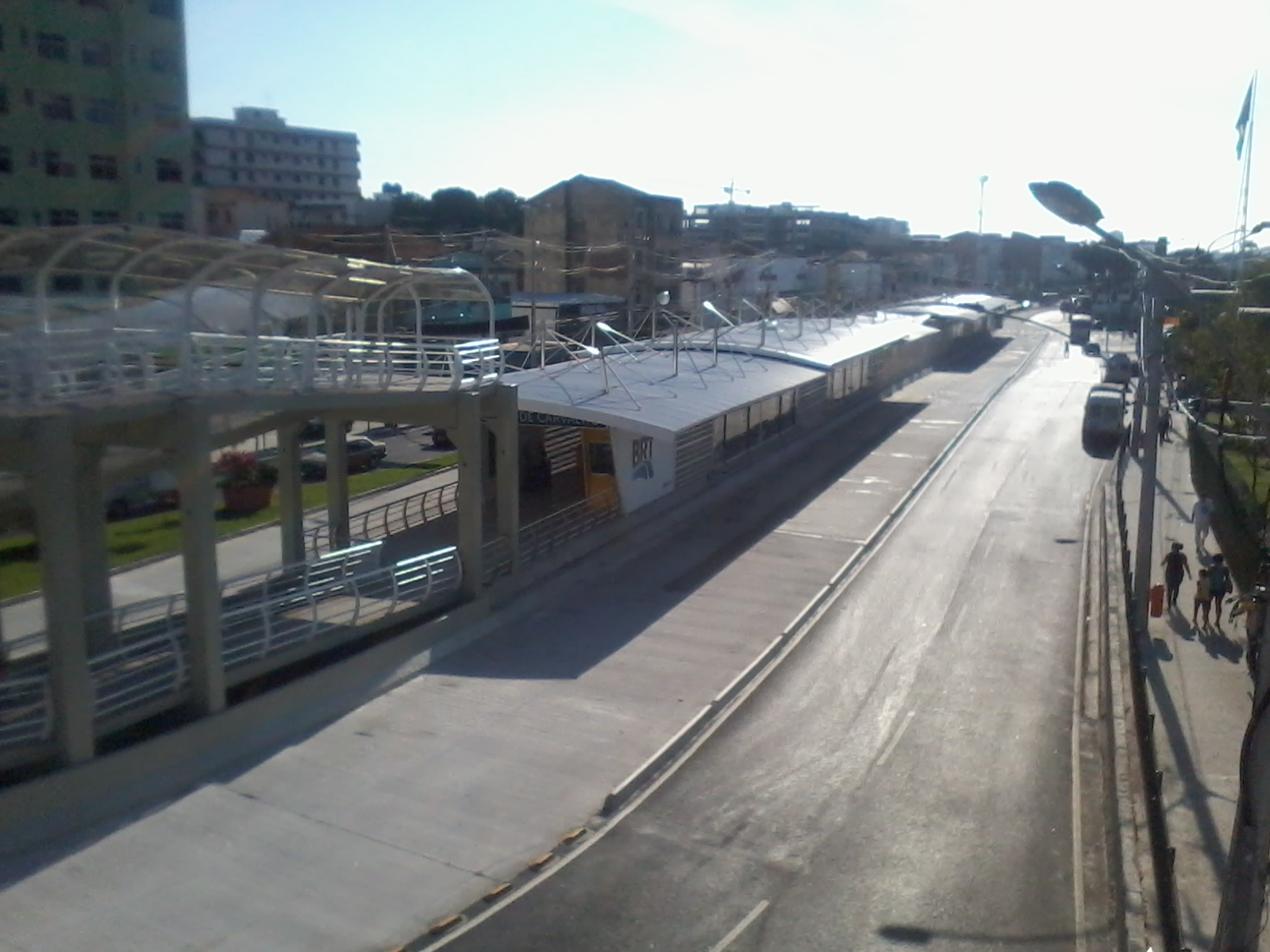
Estação Vicente de Carvalho (BRT) vista da passarela de acesso a parada.
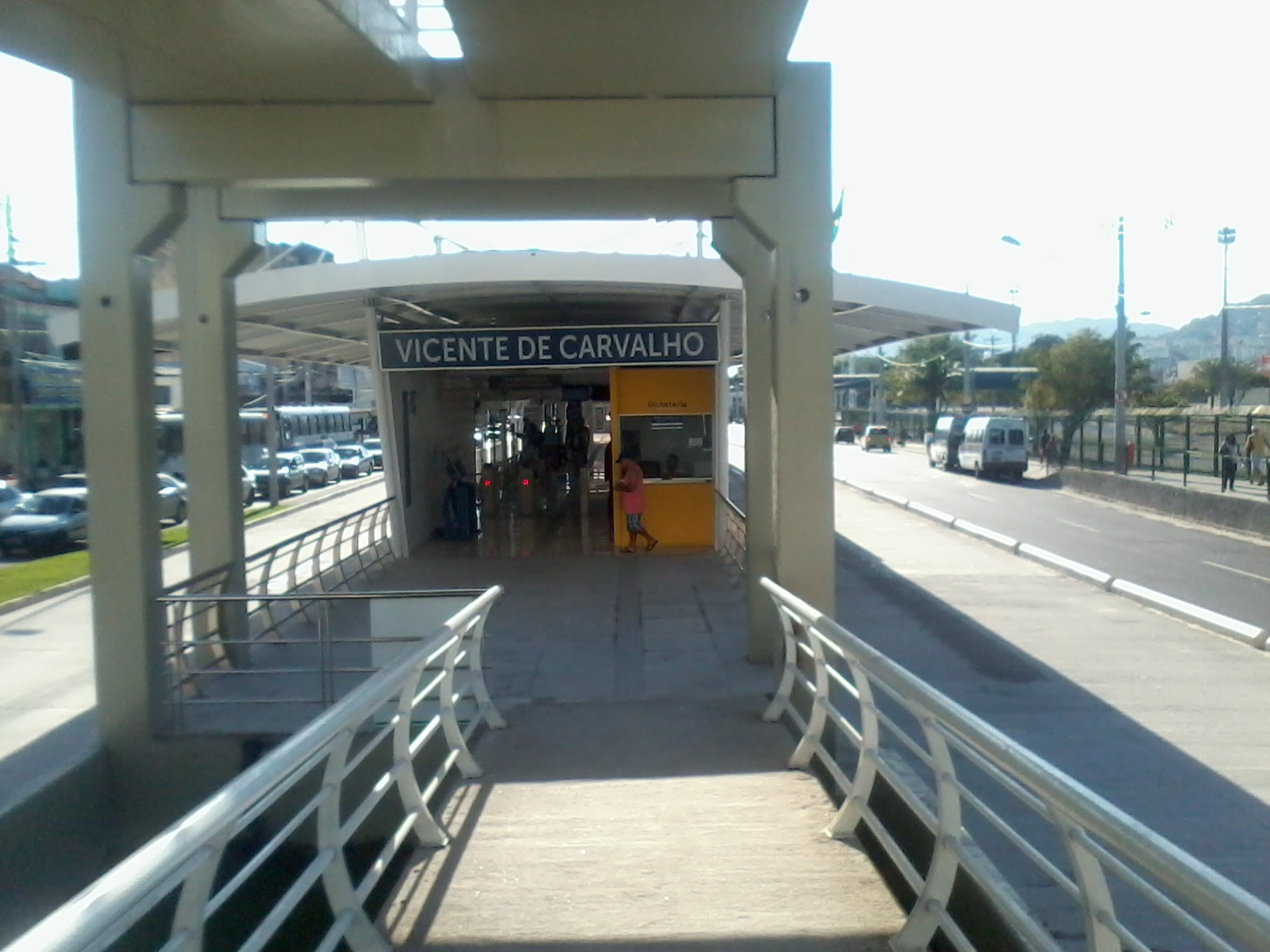
Entrada da estação localizada embaixo da passarela que conecta o Metrô com a Avenida Vicente de Carvalho.
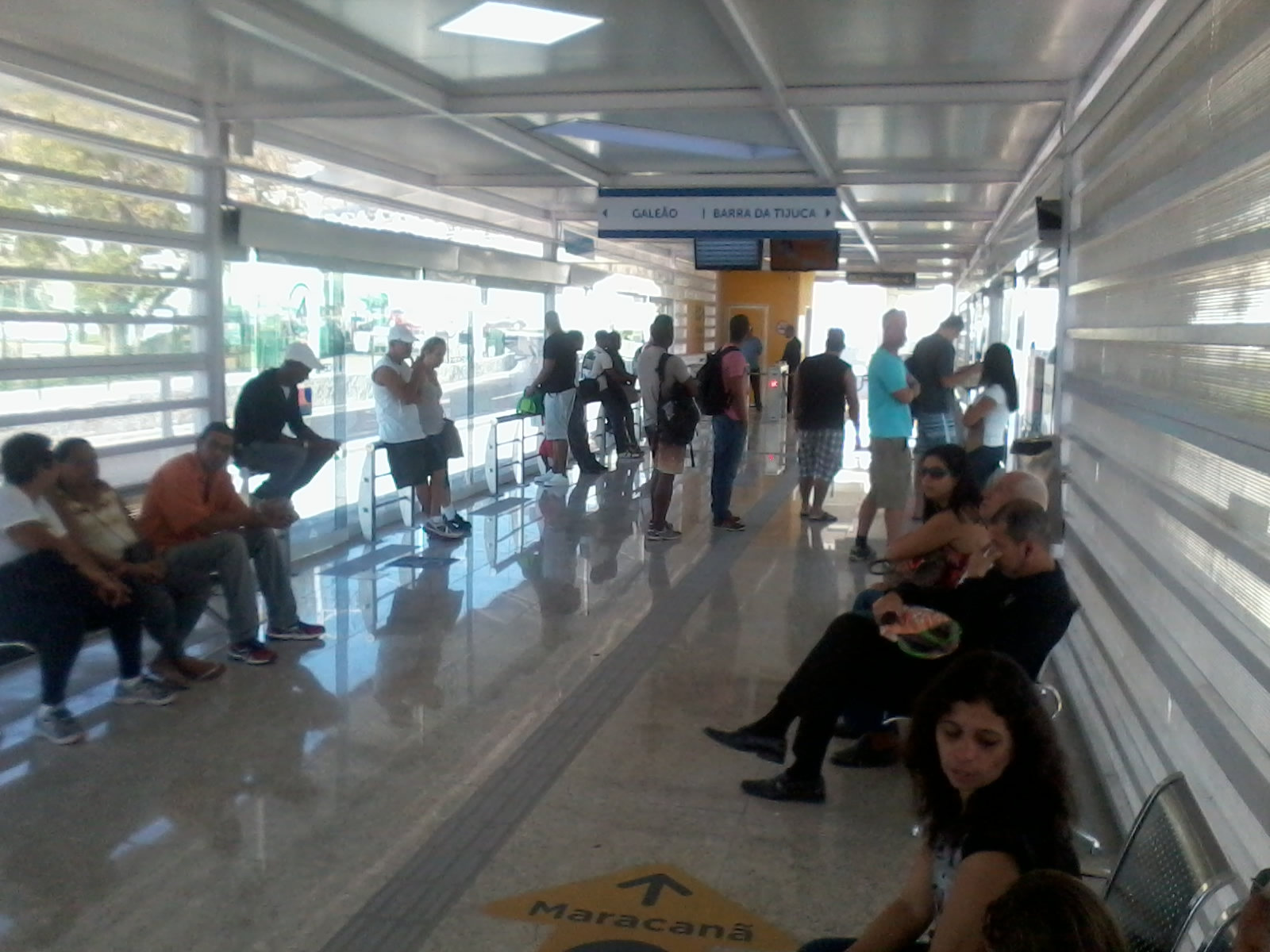
Plataforma da estação próximo a entrada ao fim da passarela do Metrô.
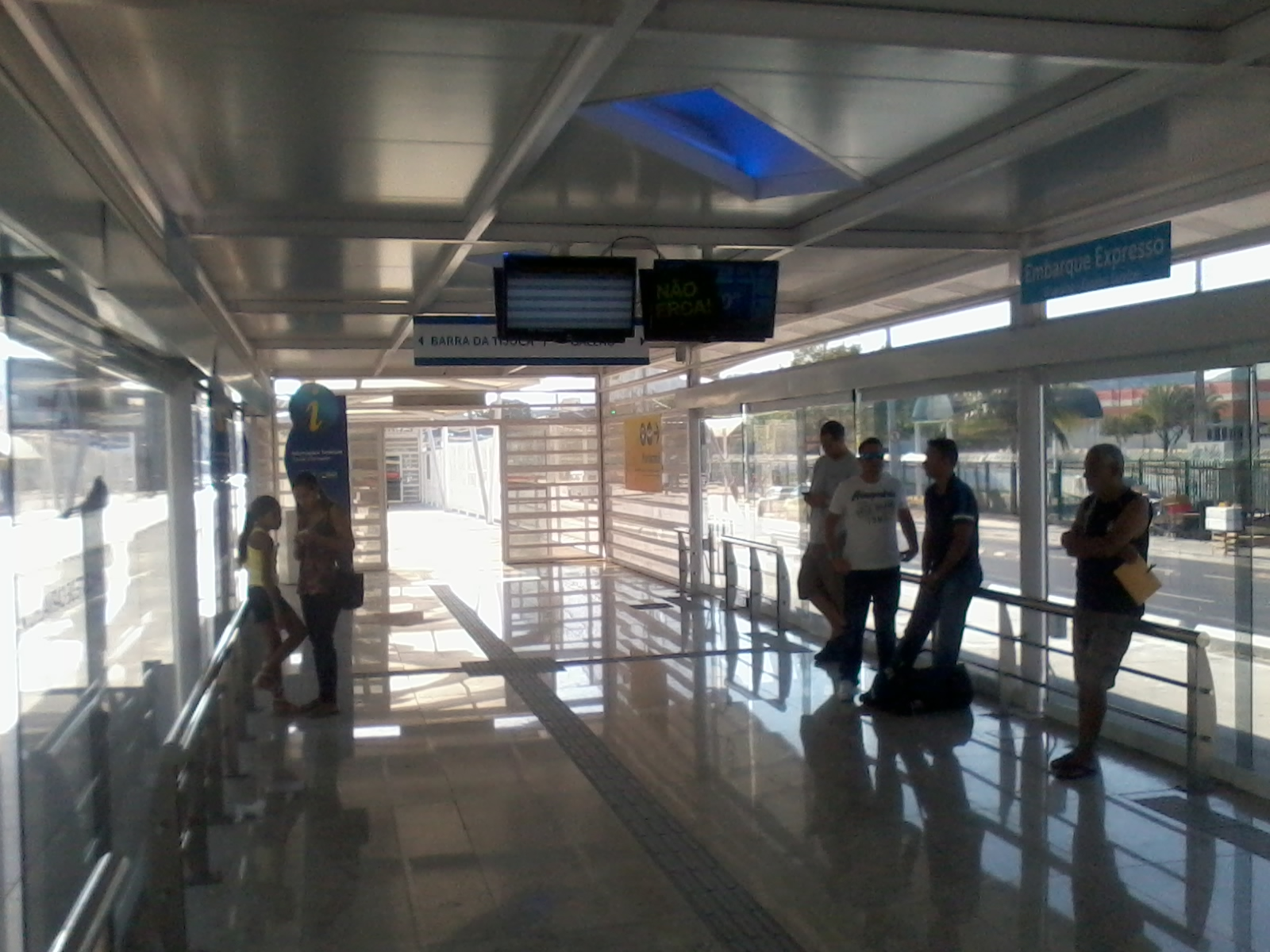
Plataforma proxima a entrada do Metrô perto da passagem para a plataforma perto da Rua Bernardo Taveira.
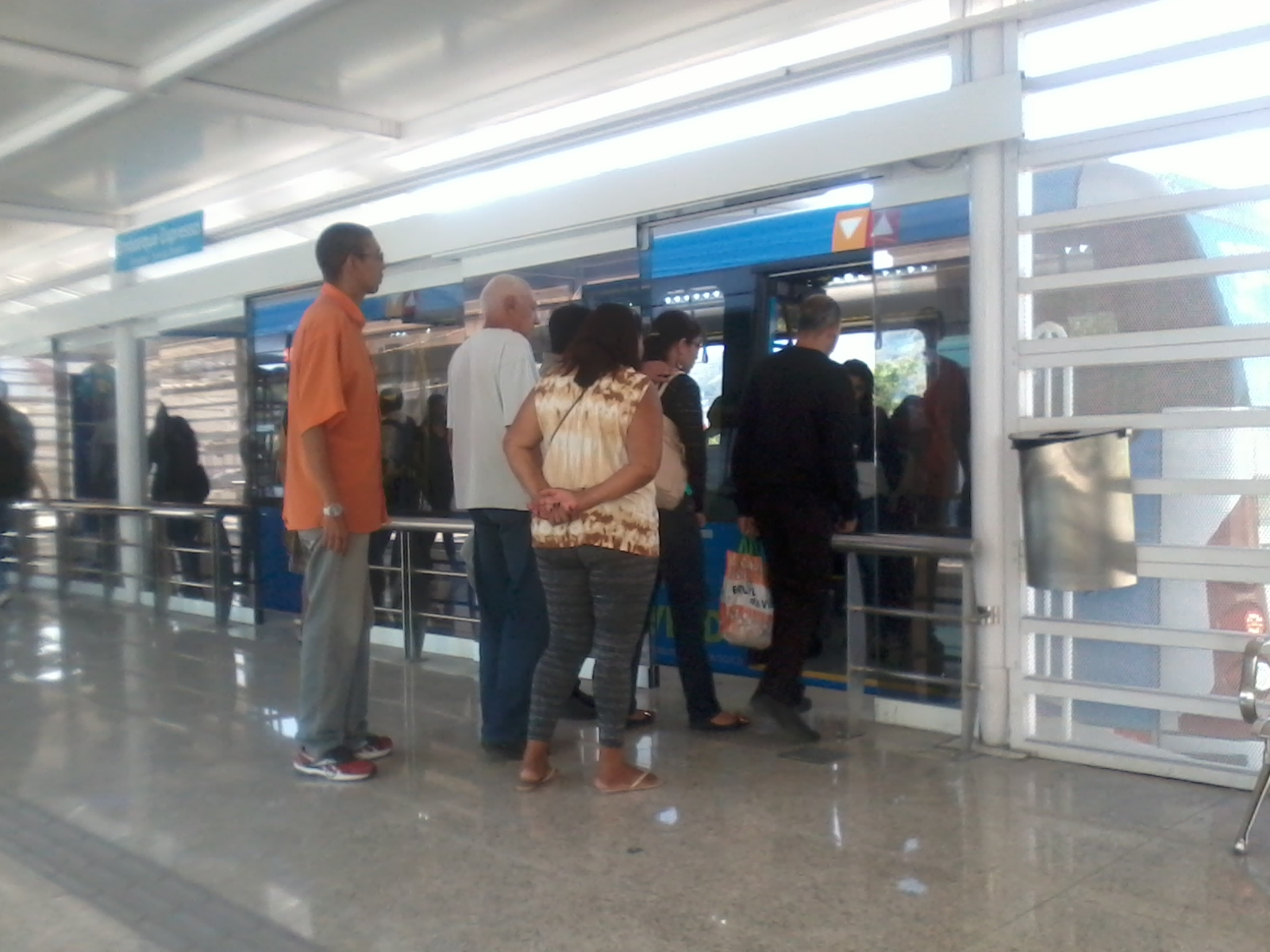
Passageiros embarcando em um BRT na estação.
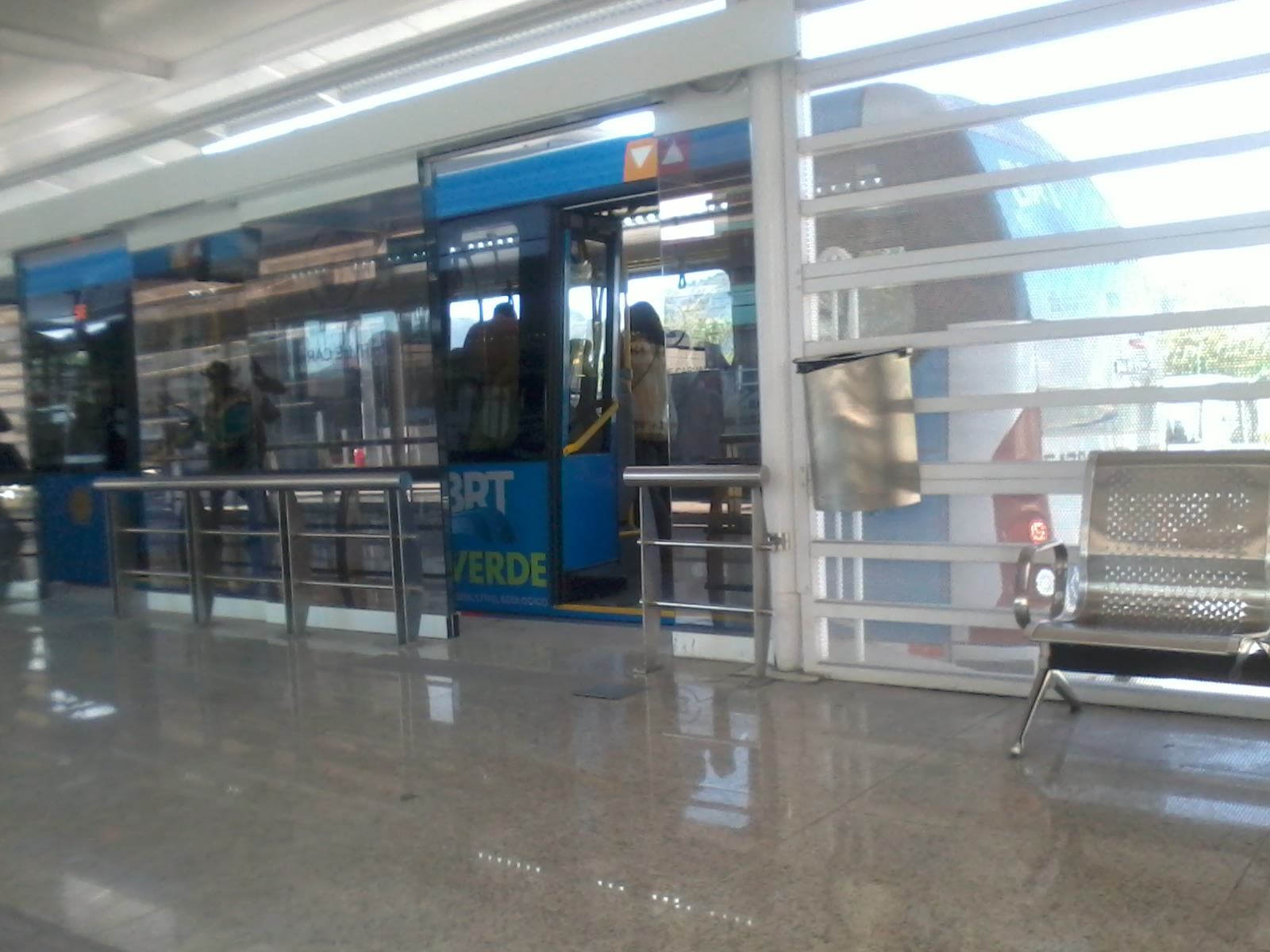
Composição estacionada em uma das portas de embarque da estação.
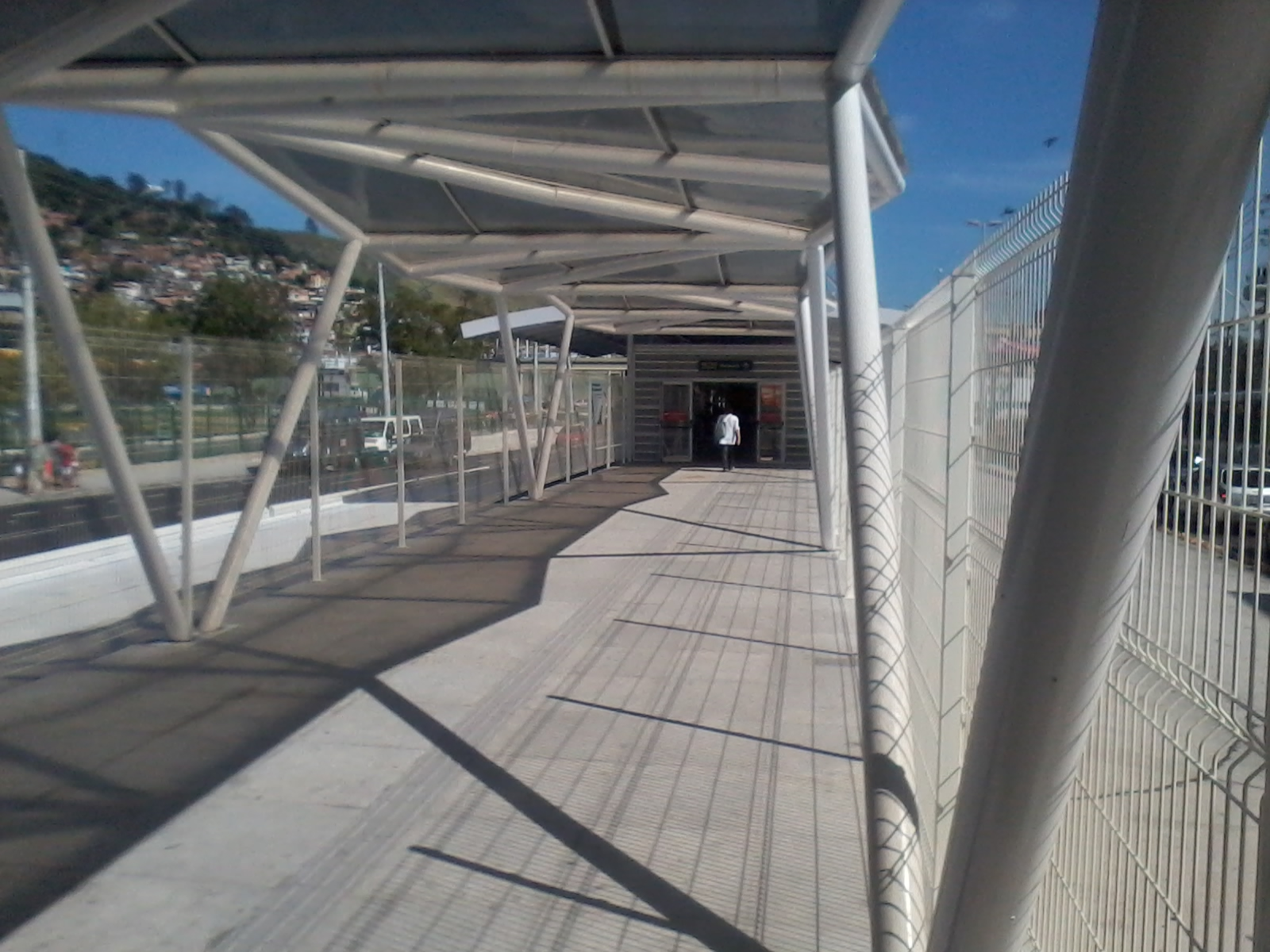
Passagem entre as plataformas da Estação Vicente de Carvalho (BRT).
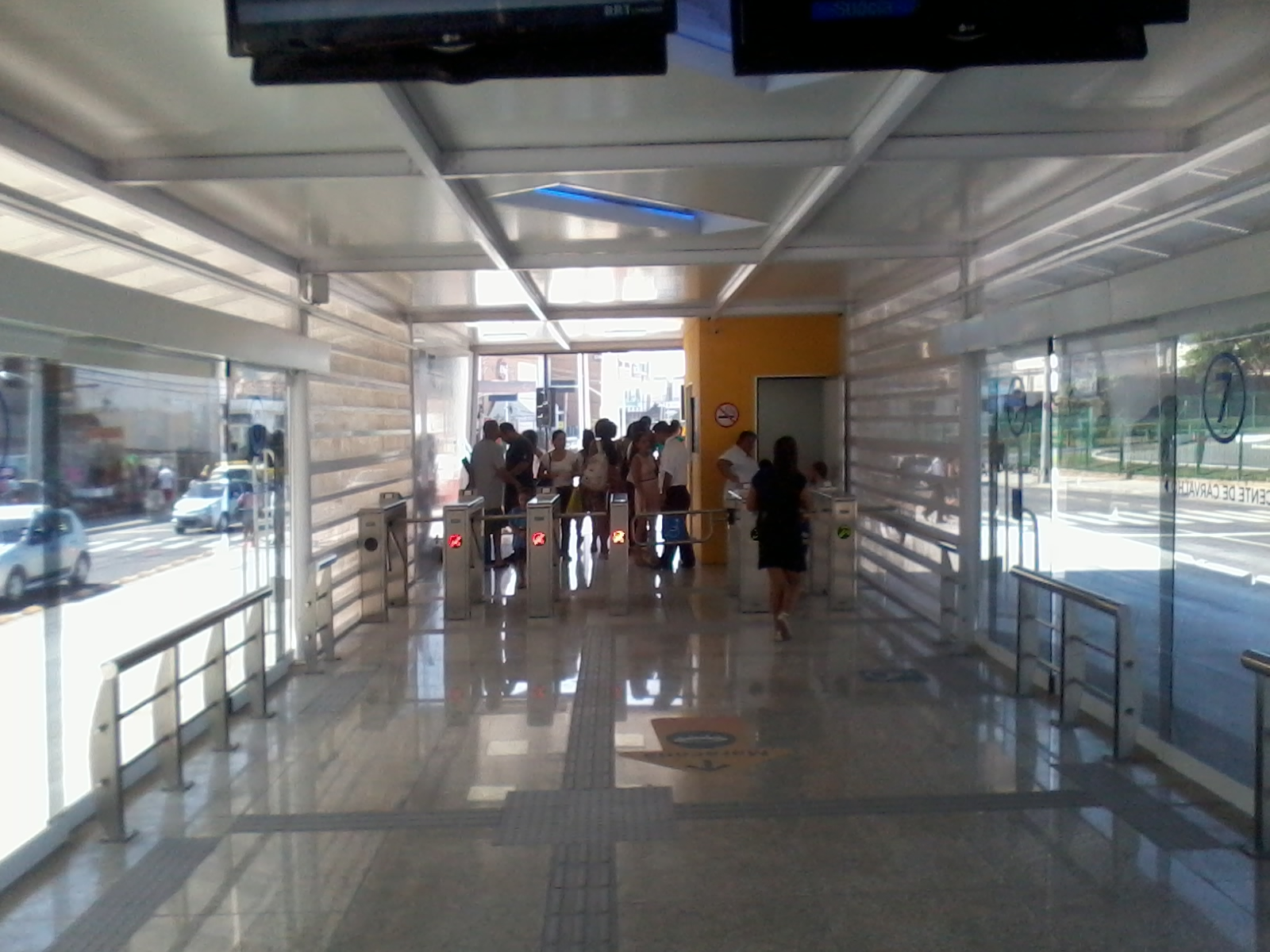
Entrada da parada, próximo a Rua Bernardo Taveira, vista do interior da parada.
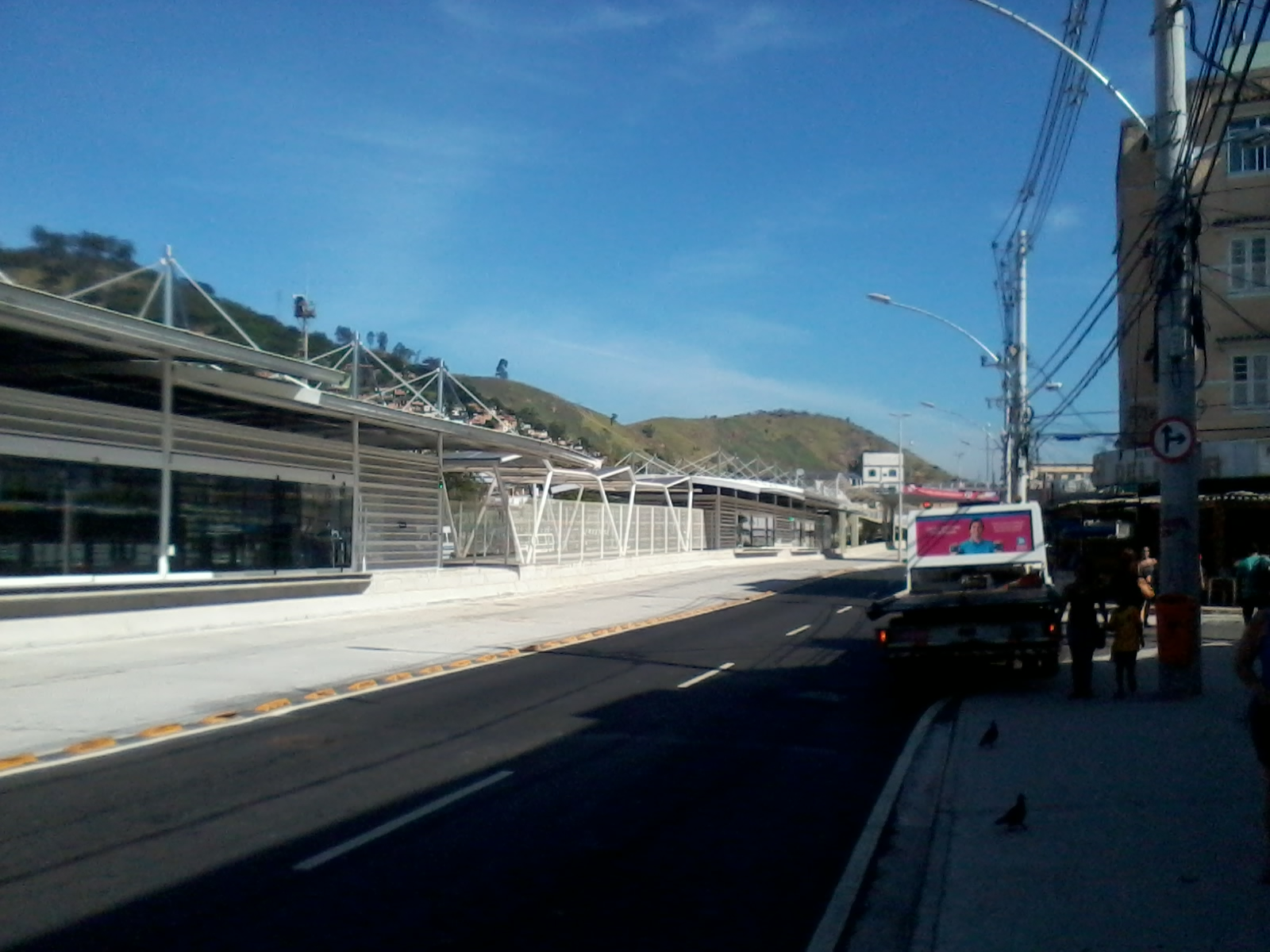
Estação vista da Avenida Vicente de Carvalho (pista sentido Av. Pr. Martin Luther King Jr.).
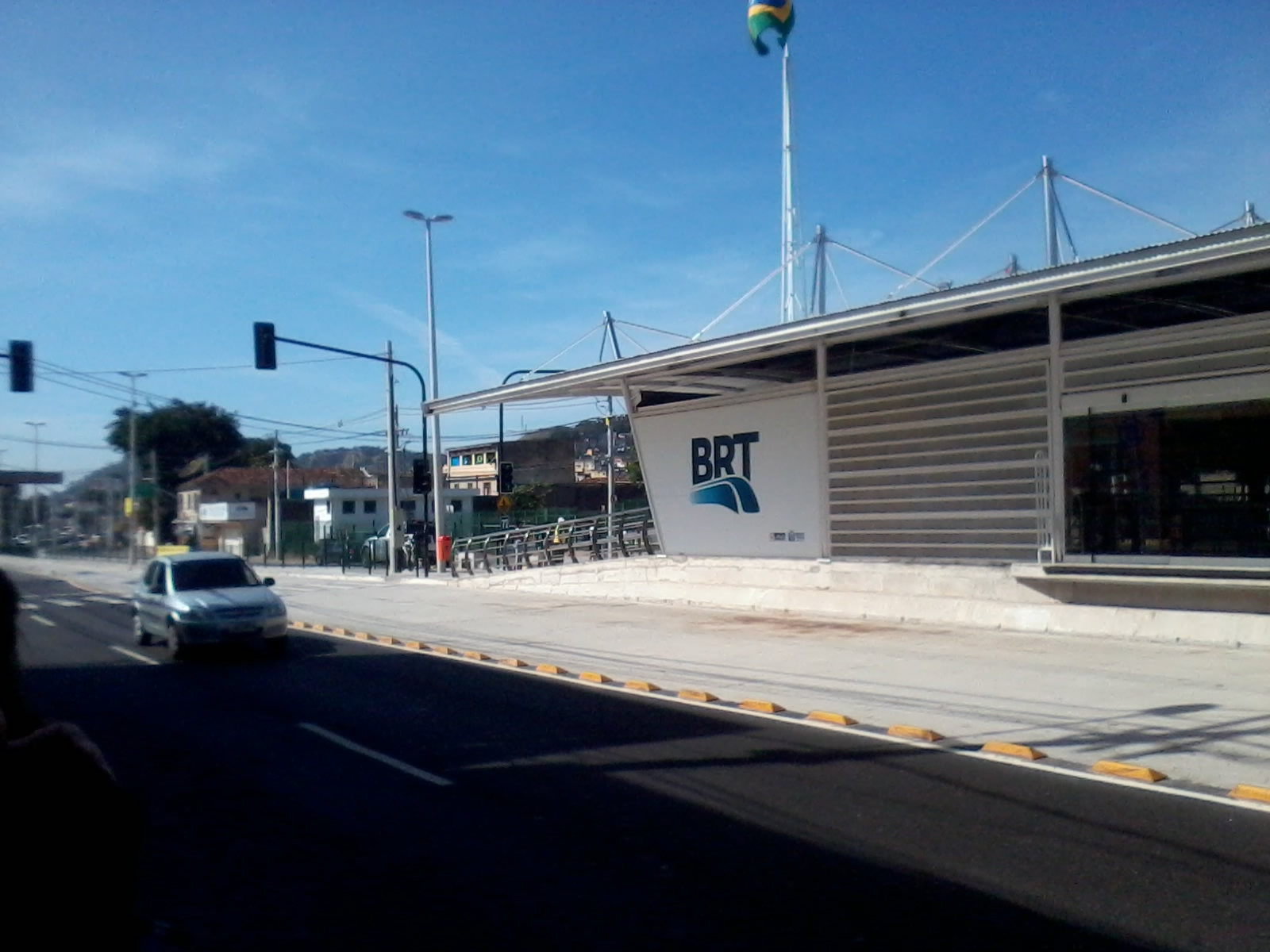
Travessia de pedestres de acesso a parada, em frente a Rua Bernardo Taveira
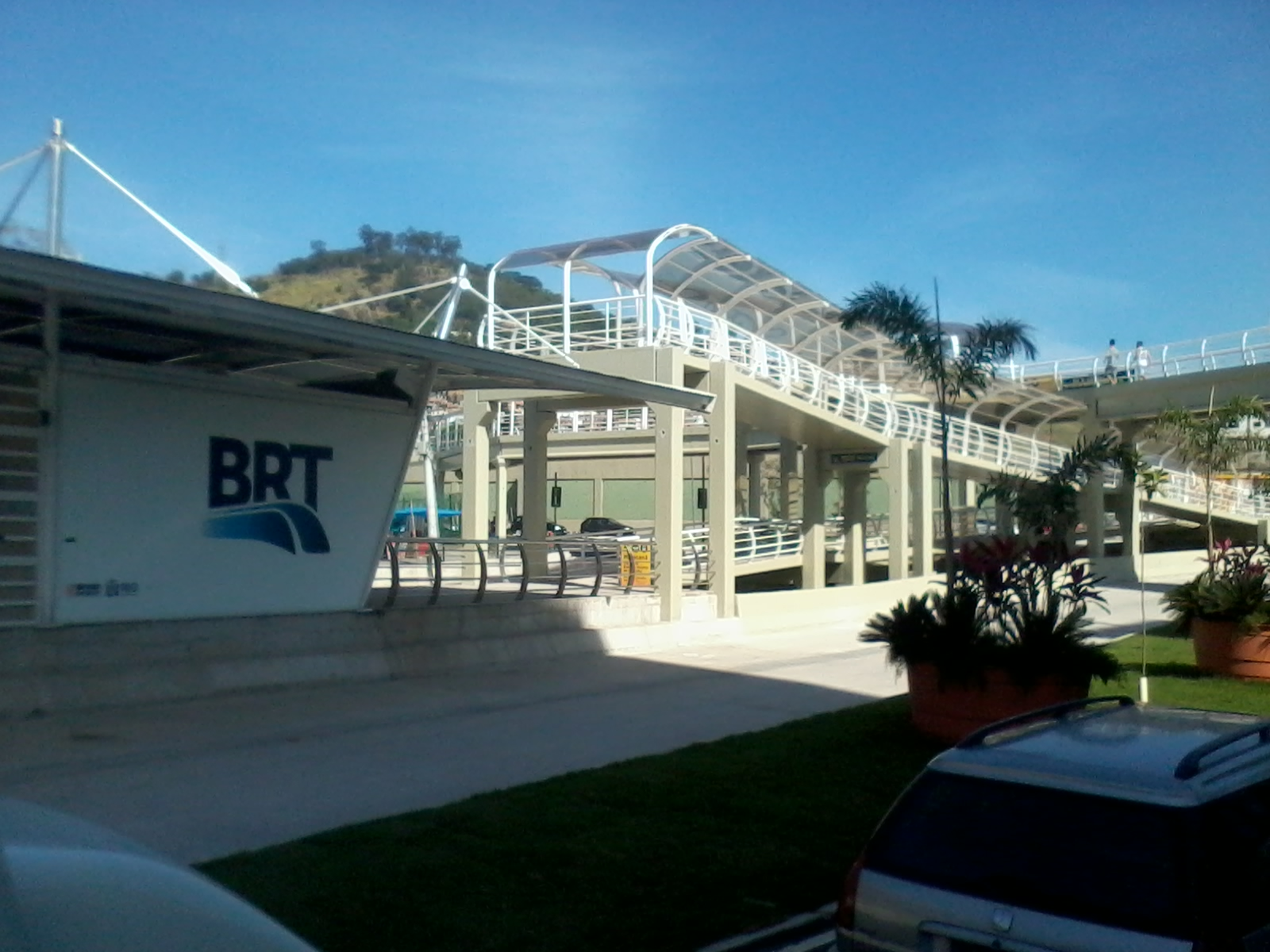
Entrada da parada, ao fim da passarela de ligação do Metrô com a Avenida Vicente de Carvalho.